# Bitmeyen Şarkı
Bitmeyen Şarkı es una serie de televisión turca de 2010, producida por Gold Film y emitida por ATV.
Feraye es una joven y hermosa mujer, que ha sufrido mucho en su infancia, y siendo violada por el hijo del marido de su madre, da a luz a un niño a los 15 años. Su padrastro decide vender a su bebé a una familia rica. Ella escapa de su casa y se refugia en un club nocturno donde se convierte en la cantante principal. Nunca supera 
que le hayan arrancado a su hijo de su lado y siempre lo  busca, pero no logra seguir su rastro.
El destino la cruza con  Yaman un hombre adinerado de una familia pueblerina tradicional, que la rescata del río, cuando  se tira desde un yate debido a que un hombre quiso abusar de ella. Una fuerte atracción surge entre Feraye y Yaman, pero él ignora su trabajo. El amor crece, al punto que él le propone matrimonio. Ese amor será una amenaza para el dueño del Club Nocturno que no quiere perder las jugosas ganancias que ella le aporta al lugar. Pronto Yaman descubrirá que Feraye es cantante y a pesar de aceptarlo, pese a sus celos, deberá  enfrentarse a su familia. al casarse con ella. 
Los obstáculos, los egoísmos, los engaños, las venganzas y el pasado oscuro, serán el futuro que le espera al flamante matrimonio.

## Reparto
- Bülent İnal como Yaman Günalan.
- Bergüzar Korel como Feraye / Belgin Filiz.
- Tuncer Salman como Servet Akkovan.
- Nurşim Demir como Zahide Günalan.
- Yücel Erten como Kadir Akkovan.
- Betül Çobanoğlu como Kevser Akkovan.
- Emel Göksu como Sirma Akkovan.
- Celil Nalçakan como Necip Günalan.
- Derya Artemel como Melek Günalan.
- Mehtap Bayrı como Perihan.
- Serhat Teoman como Mesut Günalan.
- Rahmi Dilligil como Hasan.
- Merve Altınkaya como Selma Akkovan.
- Beyza Şekerci como Dilara Günalan.
- Funda Şirinkal como Meyri.
- Gökhan Bekletenler como Zafer.
- Ceren Demirel como Asiye.
- Övül Avkıran como Gülbin.
- Alpay Şayhan como Toprak Akkovan.
- Ayça Turan como Beyza Günalan.
- Menderes Samancılar como Kara.
- Hakan Eratik como Cihan.
- Gülden Dudarık como Mine.
- Neslihan Kolaylı como Canan.